# Championnat du Gabon de football 2017-2018
Navigation
National Foot 1 2016-2017 National Foot 1 2018-2019
Le championnat du Gabon de football 2017-2018 est la quarante-deuxième édition du championnat du Gabon. Ce championnat voit les quartoze meilleures équipes du pays s'affronter, après la rétrogradation du FC 105 et le forfait général de Port-Gentil FC. Elles sont regroupées au sein d'une poule unique où elles s'affrontent à deux reprises, à domicile et à l'extérieur. En fin de saison, le premier est qualifié en Ligue des champions de la CAF et les deux derniers du classement sont relégués et remplacés par les deux meilleurs clubs du Championnat du Gabon de football D2.

## Participants
| Club                    | Ville        | Classement 2016-2017 | Stade                         | Capacité |
| ----------------------- | ------------ | -------------------- | ----------------------------- | -------- |
| AS Mangasport           | Moanda       | 2                    | Stade Henri Sylvoz            | 9 500    |
| Missile FC              | Libreville   | 6                    | Stade de Monédan              | 4 000    |
| CF Mounana              | Mounana      | 1                    | Stade de Monédan              | 4 000    |
| Adouma FC               | Lambaréné    | 13                   | Stade Jean Nkoumou            | 500      |
| Akanda FC               | Akanda       | 5                    | Stade de Nzeng-Ayong          | 500      |
| US Bitam                | Bitam        | 6                    | Stade Gaton Peyrille          | 2 000    |
| AO Cercle Mberi sportif | Libreville   | 4                    | Stade de Monédan              | 4 000    |
| AS Pélican              | Lambaréné    | 3                    | Stade Jean Nkoumou            | 500      |
| Oyem AC                 | Oyem         | (D2)                 | Stade Akouakam                | 500      |
| Stade migovéen          | Lambaréné    | 10                   | Stade Jean Nkoumou            | 1 000    |
| Lozo Sport              | Lastourville | 7                    | Stade Mbeba                   | 500      |
| Nguen'Asuku FC          | Franceville  | (D2)                 | Stade de Mbaya                | 1 000    |
| AS Stade Mandji         | Port-Gentil  | 8                    | Stade Pierre Claver Divounguy | 4 000    |
| Olympique Mandji        | Port-Gentil  | 12                   | Stade Pierre Claver Divounguy | 4 000    |

Légende des couleurs
- Qualifié pour la Ligue des champions de la CAF 2018
- Qualifié pour la Coupe de la confédération 2018
- Promu du Championnat du Gabon de football de division 2

## Compétition

### Déroulement de la saison
Le championnat devait débuter le 28 octobre 2017. Finalement le championnat démarre le 20 janvier 2018, après la 6e journée le championnat est interrompu pour deux mois et reprend le 26 mai 2018, pour aller jusqu'à la dixième journée. Il est décidé qu'après la 10e journée, les quatre premiers continuent en format coupe (demi finale et finale) pour désigner le champion du Gabon. Les journées restantes du championnat sont annulées.

### Classement
| Rang | Équipe                  | Pts | J  | G | N | P | Bp | Bc | Diff |
| ---- | ----------------------- | --- | -- | - | - | - | -- | -- | ---- |
| 1    | US Bitam                | 25  | 10 | 8 | 1 | 1 | 16 | 4  | +12  |
| 2    | Lozo Sport              | 19  | 10 | 5 | 4 | 1 | 21 | 7  | +14  |
| 3    | AS Mangasport           | 18  | 10 | 5 | 3 | 2 | 13 | 6  | +7   |
| 4    | AO Cercle Mbéri Sportif | 18  | 10 | 4 | 6 | 0 | 13 | 7  | +6   |
| 5    | CF Mounana              | 16  | 10 | 3 | 7 | 0 | 9  | 5  | +4   |
| 6    | Akanda FC               | 15  | 10 | 4 | 3 | 3 | 13 | 14 | -1   |
| 7    | Olympique de Mandji     | 12  | 10 | 3 | 3 | 4 | 8  | 10 | -2   |
| 8    | AS Pélican              | 11  | 10 | 2 | 5 | 3 | 10 | 8  | +2   |
| 9    | AS Stade Mandji         | 11  | 10 | 2 | 5 | 3 | 10 | 8  | +2   |
| 10   | Missile FC              | 11  | 10 | 3 | 2 | 5 | 10 | 8  | +2   |
| 11   | Oyem ACP                | 10  | 10 | 2 | 4 | 4 | 10 | 11 | -1   |
| 12   | Stade Migovéen          | 8   | 10 | 2 | 2 | 6 | 7  | 16 | -9   |
| 13   | Adouma FC               | 7   | 10 | 1 | 4 | 5 | 3  | 17 | -14  |
| 14   | Nguen'Asuku             | 5   | 10 | 1 | 2 | 7 | 7  | 21 | -14  |

- En raison des problèmes d'organisation, le championnat est arrêté après la dixième journée les quatre premiers terminent la compétition sous format coupe pour déterminer le champion.

### Play off championnat

#### Demi finales
Les demi-finales se déroulent le 10 juin 2018.
| Club       | Score         | Club                    |
| ---------- | ------------- | ----------------------- |
| US Bitam   | 1-1 (4-5 pen) | AO Cercle Mbéri Sportif |
| Lozo Sport | 1-2           | AS Mangasport           |

#### Match pour la troisième place
| Club     | Score | Club       |
| -------- | ----- | ---------- |
| US Bitam | 6-0   | Lozo Sport |

#### Finale
Match le 13 juin 2018.
| Club          | Score | Club                    |
| ------------- | ----- | ----------------------- |
| AS Mangasport | 2-0   | AO Cercle Mbéri Sportif |

## Bilan de la saison
| Championnat du Gabon de football 2017-2018                        |                          |
| Champion                                                          | AS Mangasport (9e titre) |
| Coupes et trophées                                                |                          |
| Vainqueur de la Coupe du Gabon 2017-2018                          | non disputée             |
| Qualifications continentales                                      |                          |
| Ligue des champions de la CAF 2019                                | AS Mangasport            |
| Coupe de la confédération 2018-2019                               | AO Cercle Mbéri Sportif  |
| Promotions et relégations                                         |                          |
| Promus en Championnat du Gabon de football                        | AS Dikaki                |
| Promus en Championnat du Gabon de football                        | US Oyem                  |
| Relégués en Championnat du Gabon de football de deuxième division | Adouma FC                |
| Relégués en Championnat du Gabon de football de deuxième division | Nguen'Asuku              |